# Bootes-III-Zwerggalaxie
Die Bootes-III-Zwerggalaxie (kurz auch Bootes III) ist eine sich im Zerfall befindende Zwerggalaxie im Sternbild des Bärenfängers und noch als Überhäufigkeit im galaktischen Halo zu erkennen. Sie wurde im Jahr 2009 in Aufnahmen der Durchmusterung des Sloan Digital Sky Survey entdeckt.

## Eigenschaften

### Größen
Die Galaxie befindet sich in einer Entfernung von 46 kpc zu unserem Sonnensystem und bewegt sich auf unsere Sonne mit einer Geschwindigkeit von 200 km/s zu.
Sie besitzt eine ellipsoide Form mit einem Achsverhältnisse von etwa 2:1 und einem Halblichtradius von 400 pc.
Die große Ausdehnung einerseits und die irreguläre Form anderseits zeigen, dass sich Bootes III im Übergang befindet von einem gravitativ gebunden zu einem gravitativ ungebundenem System.

Die Masse von Bootes III lässt sich eben aufgrund dieser Tatsache nur äußerst schwer abschätzen, da in diesem Fall die Geschwindigkeitsdispersion nicht mit der Masse der Galaxie korreliert.
Bootes III ist möglicherweise auch die Quelle des Styx-Stroms im galaktischen Halo, der zeitgleich mit der Galaxie entdeckt wurde.

### Leuchtkraft
Bootes III ist eine der lichtschwächsten Trabanten unserer Milchstraße, die integrale Leuchtkraft ist lediglich das 18.000-fache derjenige der Sonne mit MV = −5,8m, was geringer ausfällt als die Leuchtkraft der meisten Kugelsternhaufen.

### Metallizität
Die Sternpopulation von Bootes III beinhaltet hauptsächlich ältere Sterne, die vor etwa 12 Milliarden Jahren entstanden sind. Die Metallizität dieser alten Sterne ist entsprechend gering mit [Fe/H] = −2,1 ± 0,2, d. h. Bootes III besitzt ein 120stel an schweren Elementen, verglichen mit unserer Sonne.

## Weiteres
- Zwerggalaxie
- Sternstrom
- Lokale Gruppe